# Suixi
Suixi (en rus: Суши) és un poble de l'óblast de Kírov, a Rússia, segons el cens del 2010 tenia 34. Pertany al districte (raion) de Viàtskie Poliani.